# Francisco de Lima Cerqueira
Pour les articles homonymes, voir Cerqueira.
Francisco de Lima Cerqueira (1728-1808) est un architecte né au Portugal et actif au Brésil colonial.
Il est connu pour son travail dans la construction de l'église de Notre Dame du Carmel (pt) d'Ouro Preto et de l'église de Saint-François d'Assise (pt) de São João del-Rei.

## Biographie
Francisco de Lima Cerqueira naît au Portugal le 2 octobre 1728.
Il se rend au Brésil où il exerce sa profession à Vila Rica. Les plus anciens documents le concernant dans cette ville remontent à 1771. Cette année-là, Lima Cerqueira achève les travaux du portique, des arcs du chœur et des toilettes de la sacristie de l'église de Notre Dame du Carmel (pt), dont la construction était en cours dans cette ville,.

, son œuvre la plus admirée.

Lima Cerqueira a été recherché par les frères du Tiers-Ordre de Saint-François d'Assise de la ville de São João del-Rei en 1774 et a été engagé pour la construction d'une nouvelle église (pt),, qui devrait remplacer la chapelle primitive (élevée à partir de 1742 et terminée en 1749). Il n'abandonne pas complètement ses engagements à Vila Rica, mais se rend à São João del-Rei et prend en charge les travaux de la nouvelle église. Lima Cerqueira a modifié la maçonnerie existante réalisée par Aleijadinho et en a élaboré de nouvelles, exécutant la maçonnerie fine de ce qui devait être l'une des œuvres rococo les plus monumentales du Brésil.
Lima Cerqueira a vécu la majeure partie de sa vie à São João del-Rei, étant responsable des travaux des églises de Saint-François d'Assise et de Notre Dame du Carmel de cette ville. Il a également participé à la construction de l'église principale de Campanha da Princesa, dans le sud du Minas Gerais. Lima Cerqueira a également été indirectement responsable des travaux de trois ponts en pierre à São João del-Rei, deux d'entre eux sur le ruisseau de Lenheiro et un sur le ruisseau de Segredo, le dernier étant enterré. Selon l'IPHAN, il aurait participé à la construction du sanctuaire de Bom Jesus de Matosinhos, concrètement à l'élévation de l'abside avec Tomás da Maia e Brito, collaboré à l'achèvement des tours, et aurait érigé le fronton.
Il meurt le 27 septembre 1808 à São João del-Rei.